# Tritiumoxid
Tritiumoxid oder überschweres Wasser ist eine chemische Verbindung. Es ist analog zum Wassermolekül aufgebaut, jedoch sind die Wasserstoffatome im Tritiumoxid durch Atome des schwersten Wasserstoffisotops Tritium ersetzt. Folglich ist die molare Masse von Tritiumoxid höher als die von Wasser oder schwerem Wasser (Deuteriumoxid), was den Namen „überschweres Wasser“ erklärt.
Da Tritium radioaktiv ist und zu Helium zerfällt (Halbwertszeit: 12,32 Jahre), ist überschweres Wasser instabil. Beim Zerfall von Tritiumatomen werden ein Elektron und ein Antineutrino frei, es handelt sich um einen β−-Zerfall.
Tritiumoxid kommt in der Natur nur in sehr geringen Mengen vor.
Aufgrund seines hohen Diffusionsvermögens ist überschweres Wasser in gasförmiger Form für Lebewesen besonders gefährlich, da es bei Exposition sämtliche Organe gleichmäßig mit ionisierender Strahlung belastet. Insbesondere ist der sehr wahrscheinliche Einbau von Tritium-Atomen in die DNA gefährlich, der zu massiven Strahlenschäden führt. Nicht nur das betroffene, sondern auch andere Moleküle werden verändert, da der Zerfall von Tritium ionisierende Strahlung freisetzt.